# Индуизм в Литве

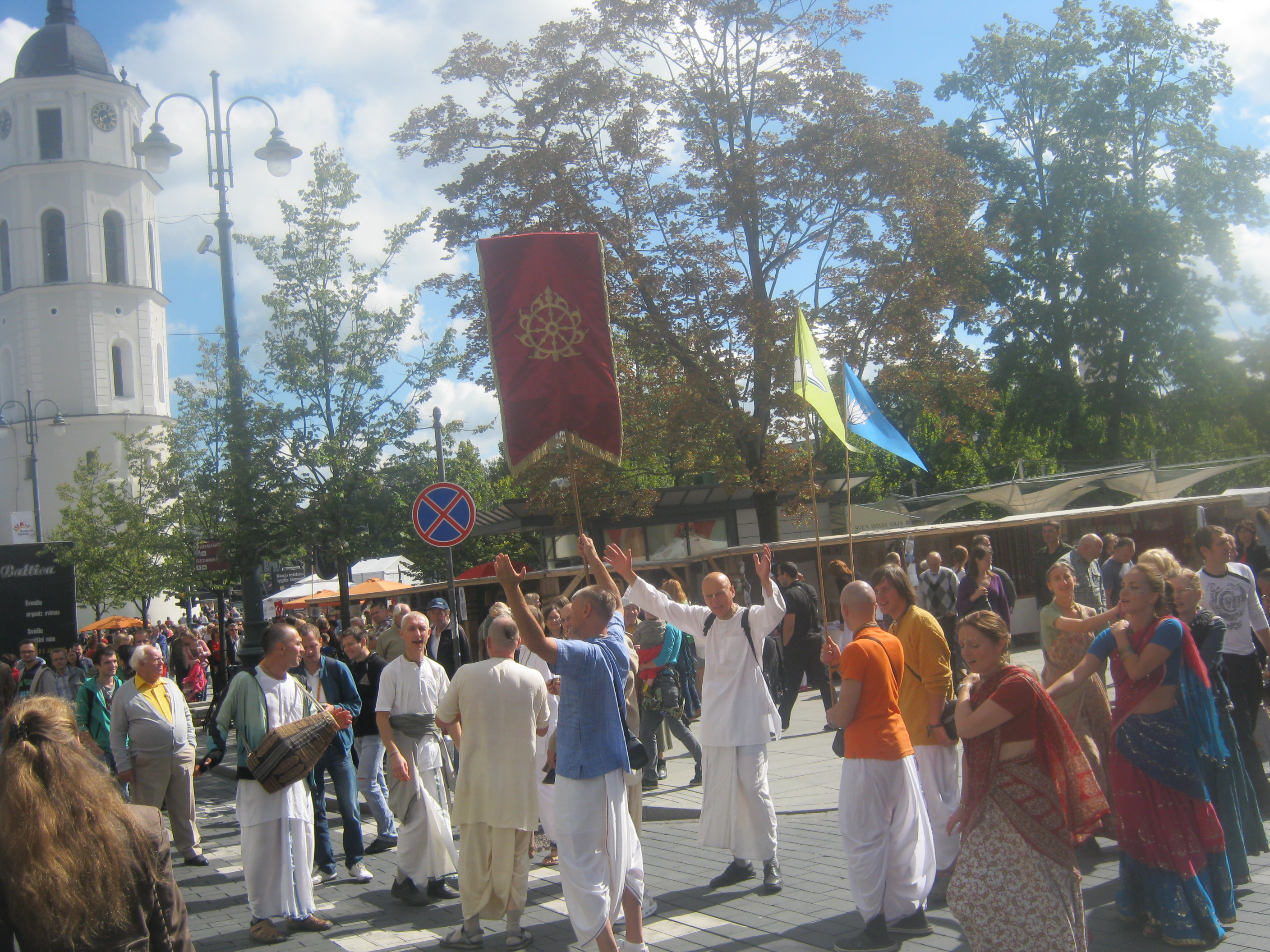
Приверженцы индуизма в Литве

Индуизм — религия меньшинства, появившиеся в Литве относительно недавно. Индуизм распространяется в Литве индуистскими организациями и деятелями: ИСККОН, Сатья Саи Баба, Брахма Кумарис и Ошо Раджниш. По состоянию на 2015 год в Литве проживало 580 (0,02 %) индуистов.
ИСККОН (лит. Krišnos sąmonės judėjimas) — крупнейшая и старейшая организация индуистов в стране, поскольку первые последователи Кришны датируются 1979 годом. ИСККОН имеют три центра в Литве: в Вильнюсе, Клайпеде и Каунасе.
Организация Брахма Кумарис содержит собственный центр в Антакальнисе, Вильнюс.

## Демография
| Год  | Население | ±%      |
| ---- | --------- | ------- |
| 2001 | 265       | —       |
| 2011 | 344       | +29.8 % |
| 2015 | 580       | +68.6 % |

| Год  | Процент | Изменения |
| ---- | ------- | --------- |
| 2005 | 0,007 % | -         |
| 2011 | 0,01 %  | +0,003 %  |
| 2015 | 0,02 %  | +0,01 %   |

Согласно переписи населения 2001 года, 265 человек относят себя к движению Харе Кришна, 107 человек относят себя к последователем учений Сатья Саи Бабы, 12 человек относят себя к последователем учений Ошо.
Согласно переписи населения 2011 года, в Литве живут 344 кришнаита.

## Известные литовцы-индуисты
- Ева Засимаускайте — певица и участница Евровидения 2018